# ندای خوارز (مجموعه بازی)
ندای خوارز یک سری بازی ویدیویی در سبک تیراندازی اول شخص در ژانر وسترن است که توسط شرکت فرانسوی یوبی سافت و شرکت لهستانی تکلند توسعه و انتشار یافته است. این بازی در حال حاضر شامل چهار قسمت می باشد.

## بازی ها

### ندای خوارز
ندای خوارز (با نام قبلی مرد قانون) یک بازی ویدیویی تیراندازی اول شخص با تم وسترن است. اولین بار در سال ۲۰۰۶ برای ویندوز و در سال ۲۰۰۷ برای ایکس‌باکس ۳۶۰ منتشر شد. نسخه رایانه شخصی این بازی یکی از اولین بازی هایی بود که از دایرکت‌ایکس ۱۰ مایکروسافت استفاده می کرد.

### ندای خوارز: غرق در خون
ندای خوارز: وابسته به خون یک بازی ویدیویی تیراندازی اول شخص با تم وسترن است که در سال های ۲۰۰۹ منتشر شده است. این بازی پیش درآمد نسخه قبلی یعنی ندای خوارز است. این بازی برای رایانه های شخصی، پلی استیشن ۳ و ایکس باکس ۳۶۰ در تاریخ ۳۰ ژوئن ۲۰۰۹ منتشر شد.

### ندای خوارز: کارتل
ندای خوارز: کارتل یک بازی ویدئویی در سبک تیراندازی اول شخص است که وقایع آن در لس آنجلس و مکزیک امروزی اتفاق می افتد که تا سقف سه بازیکن می‌توانند در نقش مأموران اجرای قانون بازی کنند. این بازی در ۱۹ ژوئیه ۲۰۱۱ برای ایکس‌باکس ۳۶۰ و پلی استیشن ۳ و در ۱۳ سپتامبر ۲۰۱۱ برای رایانه های شخصی منتشر شد. این بازی نقدر های منفی رو به متوسط دریافت کرد.

### ندای خوارز: تفنگ دار
ندای خوارز: تفنگ دار سال ۲۰۱۲ در کنفرانس Penny Arcade Expo معرفی شد. این بازی در تاریخ ۲۲ مه ۲۰۱۳ برای رایانه های شخصی، پلی استیشن ۳ و ایکس باکس ۳۶۰ منتشر شد. فضای این بازی به سری غرب وحشی باز می گردد.

## بازتاب
| بازی                   | سال انتشار | امتیاز متاکریتیک |
| ندای خوارز             | ۲۰۰۶       | ۷۱/۱۰۰           |
| ندای خوآرز: غرق در خون | ۲۰۰۹       | ۷۷/۱۰۰           |
| ندای خوارز: کارتل      | ۲۰۱۱       | ۵۱/۱۰۰           |
| ندای خوارز: تفنگ‌دار    | ۲۰۱۳       | ۷۶/۱۰۰           |